# Astrometrie
Astrometria este o ramură sau o sub-disciplină a astronomiei definită ca fiind o știința interdisciplinară care se ocupă de studierea mișcărilor, pozițiilor și distanțelor dintre diferite obiecte astronomice. Informațiile obținute din măsurătorile astrometrice furnizează indicii privitoare la cinematică și la originea fizică a Sistemului Solar și a galaxiei noastre, Calea Lactee.  

## Istoric
Istoria astrometriei este legată de istoria catalogului stelar, care a dat astronomilor puncte de referință pentru obiectele de pe cer, astfel încât aceștia le-au putut urmări mișcările. Acest fapt datează dinaintea lui Hiparh care, în jurul anului 190 î.Hr., a folosit catalogul predecesorilor săi, Timocharis și Aristillus, pentru a descoperi precesia Pământului. În acest sens, el a dezvoltat, de asemenea, scara de luminozitate, încă în uz astăzi. Hiparh a compilat un catalog cu cel puțin 850 de stele și pozițiile lor. Succesorul lui Hipparchus, Ptolemeu, a inclus un catalog de 1022 stele în opera sa, Almagest, dând locația, coordonatele și luminozitatea.
În secolul al 10-lea, Abd al-Rahman al-Sufi a efectuat observații cu privire la stele și le-a descris poziția, magnitudinea și culoarea, desenând fiecare constelație în cartea sa intitulată Cartea stelelor fixe. Ibn Yunus a observat mai mult de 10.000 de intrări pentru poziția Soarelui un timp de îndelungat, folosind un astrolab mare, cu un diametru de aproape 1.4 metri. Observațiile sale asupra eclipselor au fost folosite și secole mai târziu, în cadrul investigațiilor Simon Newcomb privind mișcarea Lunii, în timp ce alte observații ale sale au inspirat Oblicitatea elipticii și Inequalities of Jupiter and Saturn. În secolul al 15-lea, astronomul timurid Ulugh Beg a compilat Zij-i-Sultani, în care a catalogat 1.019 stele. La fel ca în cataloagele lui Hiparh și Ptolemeu, catalogul lui Ulugh Beg este estimat să fi fost precis la termen de aproximativ 20 de minute de arc.
În secolul al 16-lea, Tycho Brahe a utilizat instrumente îmbunătățite, inclusiv instrumente murale de mari dimensiuni, pentru a măsura pozițiile stelelor mai precis decât în trecut, cu o precizie de 15-35 arcsec. Taqi al-Din a măsurat ascensiunea dreaptă a stelelor la observatorul din Istambul, folosind "ceasul de observatie" inventat de el însuși. Când telescoapele a devenit un lucru obișnuit, cercurile de stabilire au accelerat măsurătorile.
James Bradley a încercat, mai întâi, să măsoare paralaxele stelare în 1729. Mișcarea stelară s-a dovedit prea nesemnificativă pentru telescopul său, dar el a descoperit în loc aberația luminii și nutația axei Pământului. Catalogarea lui de 3222 stele a fost îmbunătățită în 1807 de Friedrich Bessel, părintele astrometrie moderne. El a făcut prima măsurare a paralaxei stelare: 0.3 arcsec pentru star binar 61 Cygni.
Fiind foarte dificil de măsurat, aproximativ doar 60 de paralaxele stelare au fost obținute la sfârșitul secolului al 19-lea, cea mai mare parte prin utilizarea micrometrului filar. Astrografii, folosind plăci fotografice astronomice, au accelerat procesul în secolul al 20-lea. Mașinile automate de măsurat  plăcuțe și tehnologii mai sofisticate ce țin de calculator ale anilor 1960 au permis compilarea mai eficientă de cataloage stele. In 1980, dispozitivele cuplate de sarcină (CCD-uri) au înlocuit plăcile fotografice și au redus incertitudinile optice la un milisecundă. Această tehnologie a făcut astrometria mai puțin costisitoare, deschizând câmpul pentru un public amator.
În anul 1989, prin satelit Agenția Spațială Europeană Hipparcos a luat astrometria pe orbită, unde ar putea fi mai puțin afectată de forțele mecanice ale Pământului și de distorsiunile optice ale atmosferei. Operate între anii 1989-1993, Hipparcos a măsurat unghiuri mari și mici pe cer, de mai mare precizie decât orice telescoape optice anterioare. În timpul funcționării sale de 4 ani, pozițiile, paralaxele și moțiuni adecvate de 118,218 stele au fost determinate cu un grad fără precedent de precizie. Un nou "catalog Tycho" a adunat o bază de date de 1058332 la termen de 20-30 de mas (milliarcseconds). Cataloage suplimentare au fost compilate pentru 23,882 stelele multiple / duble si 11,597 de stele variabile, de asemenea, analizate în timpul misiunii Hipparcos. 
Astăzi, catalogul cel mai des folosit este USNO-B1.0, un catalog all-sky (cer complet), care urmărește mișcări corecte, poziții, magnitudini și alte caracteristici pentru peste un miliard de obiecte stelare. Pe parcursul ultimilor 50 de ani, 7,435 de plăci camera Schmidt au fost folosite pentru a finaliza mai multe anchete pe cer care fac datele din USNO-B1.0 cu o precizie de 0,2 arcsec.

## Utilizări
În afară de funcția fundamentală a oferi astronomilor un cadru de referință pentru a raporta observațiile lor, astrometria este, de asemenea, fundamentală pentru domenii cum ar fi mecanica cerească, dinamica stelară și astronomia galactică. În astronomia observațională, tehnicile astrometrice ajută la identificarea obiectelor stelare prin mișcările lor unice. Este esențial pentru păstrarea timpului; în UTC este, în principiu, timpul atomic sincronizat cu rotația Pământului prin intermediul unor observații exacte. Astrometria este un pas important pe scara distanță cosmică, deoarece stabilește estimări la distanță de paralaxă pentru stelele din Calea Lactee.
Astrometria a fost, de asemenea, utilizată pentru a sprijini cererile de detectare a planetei; prin măsurarea extrasolară a deplasării planetelor propuse provoacă în poziție de aparentă steaua lor mamă pe cer, din cauza orbitei lor reciproce în jurul centrului de masă al sistemului. Cu toate că, începând cu anul 2009, niciuna dintre planetele extrasolare detectate de astrometrie de sol nu a fost verificată în studii ulterioare, astrometria este de așteptat să fie mai precisă în misiunile spațiale, care nu sunt afectate de efectele de denaturare ale atmosferei Pământului. 
Misiunea Space Interferometry (SIM PlanetQuest) planificată de NASA (acum anulată) a fost cu scopul de a utiliza tehnica astrometrică pentru a detecta planete terestre care orbitează sau  cele mai apropiate stele de tip solar. Agenția Europeană Spațială a lansat, în 2013, Misiunea Gaia, care va aplica tehnicile astrometriei în recensământul stelar.

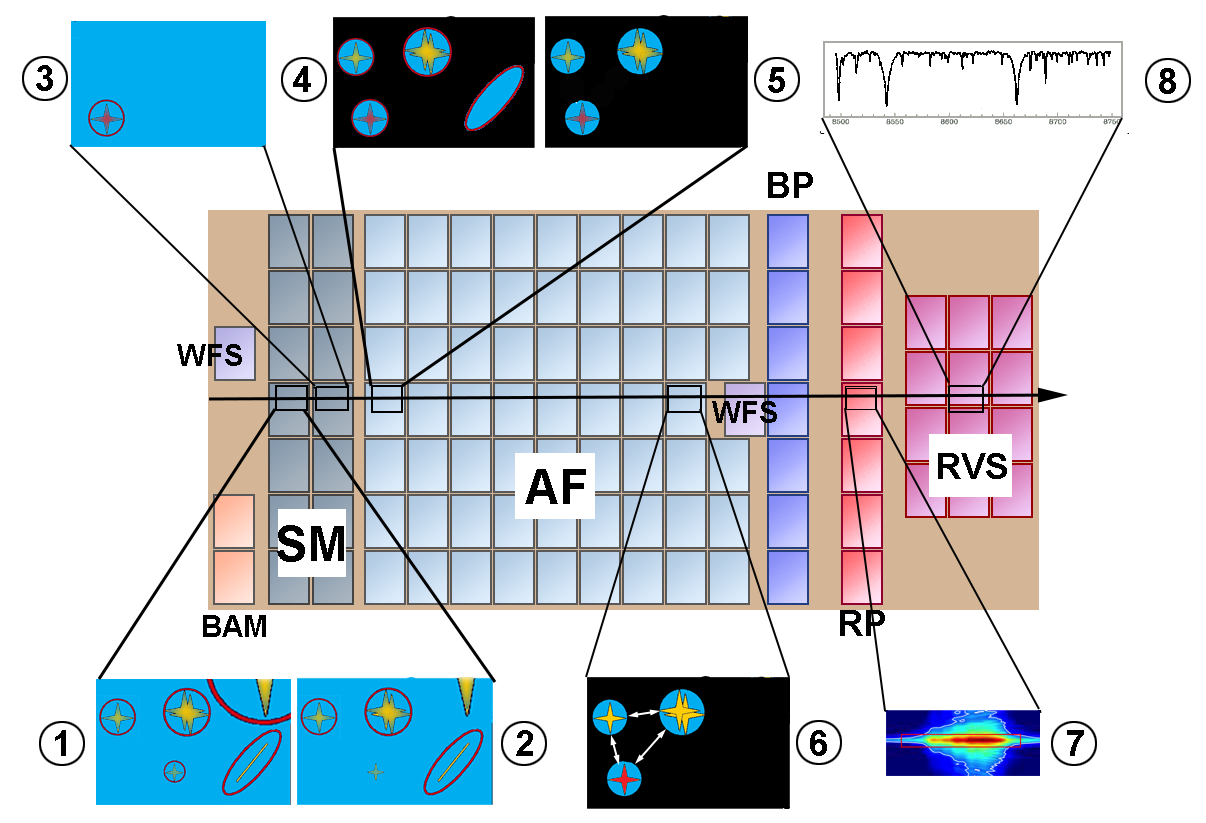
Gaia - plan focal

Măsurătorile astrometrice sunt utilizate de către astrofizicieni pentru a constrânge anumite modele în mecanica cerească. Prin măsurarea vitezelor pulsarilor, este posibil să se pună o limită pe asimetria exploziilor supernovelor. De asemenea, rezultatele astrometrieii sunt utilizate pentru a determina distribuția materiei întunecate în galaxie.
Astronomii folosesc tehnici astrometrice pentru urmărirea obiectelor din apropierea Pământului. Astrometria este responsabilă pentru detectarea mai multor obiecte din sistemul solar record. Pentru a găsi astfel de obiecte utilizând astrometria, astronomii folosesc telescoape pentru a studia cerul și camere de luat vederi  pentru a face fotografii la diferite intervale de timp determinate. Prin studierea acestor imagini, se pot detecta obiecte din sistemul solar prin mișcările lor în raport cu stelele din fundal, care rămân fixe. Odată ce se observă o mișcare pe unitate de timp, astronomii  compensează paralaxa cauzată de mișcarea Pământului în acest timp și distanța heliocentrică la acest obiect este calculată. Cu ajutorul acestei distanțe și al altor fotografii, pot fi obținute mai multe informații despre obiect, inclusiv despre elementele sale orbitale.
50000 Quaoar și 90377 Sedna sunt două obiecte din sistemul solar descoperite în acest fel de Michael E. Brown și alții la Caltech folosind telescopul lui Samuel Oschin de 48 inci (1,2 m) și camera CCD-suprafață mare Palomar-Quest. Capacitatea astronomilor de a urmări pozițiile și mișcările acestor corpuri cerești este crucială pentru înțelegerea Sistemului Solar, trecutul, prezentul și viitorul său.

## Statistici
Un aspect fundamental al astrometrie este corectarea erorilor. Diverși factori introduc erori în măsurarea pozițiilor stelare, inclusiv condițiile atmosferice, imperfecțiunile  instrumentelor etc. Se adaugă erorile cauzate de către observator sau mijloacele sale de măsurare. Multe dintre aceste erori pot fi reduse prin diverse tehnici, cum ar fi prin îmbunătățirea instrumentelor și compensarea datelor. Rezultatele sunt apoi analizate cu ajutorul metodelor statistice pentru a calcula estimările de date și intervalele de eroare.